# Jay Pandolfo
Jason Paul „Jay“ Pandolfo (* 27. Dezember 1974 in Winchester, Massachusetts) ist ein ehemaliger US-amerikanischer Eishockeyspieler und derzeitiger -trainer italienischer Abstammung, der im Verlauf seiner aktiven Karriere zwischen 1992 und 2013 unter anderem 1030 Spiele für die New Jersey Devils, New York Islanders und Boston Bruins in der National Hockey League auf der Position des linken Flügelstürmers bestritten hat. Seine größten Karriereerfolge feierte Pandolfo in Diensten der New Jersey Devils mit dem Gewinn des Stanley Cups in den Jahren 2000 und 2003. Sein fünf Jahre jüngerer Bruder Mike Pandolfo war ebenfalls professioneller Eishockeyspieler.

## Karriere
Pandolfo spielte während seiner Juniorenzeit für die Boston University in der National Collegiate Athletic Association unter anderem mit Mike Grier und Chris Drury zusammen. Die New Jersey Devils wählten ihn im NHL Entry Draft 1993 in der zweiten Runde an 32. Position aus. 1996 holten die Devils ihn in ihr Farmteam, zu den Albany River Rats in die American Hockey League.
In der Saison 1996/97 debütierte Pandolfo in der NHL. Auch wenn es Pandolfo nie auf mehr als 27 Punkte in einer Saison brachte, war er eine Stütze seiner Mannschaft. Seine Stärken lagen in der Defensivarbeit. Besonders positiv fiel dabei die Fairness auf, denn er hatte in keiner Spielzeit mehr als 23 Strafminuten gesammelt. Er half den Devils bei ihren beiden Stanley-Cup-Siegen 2000 und 2003. Seine Spielweise brachte ihm auch eine Nominierung für die Frank J. Selke Trophy ein.
Im Frühjahr 1999 spielte er für die Vereinigten Staaten bei der Weltmeisterschaft. Nachdem die Saison 2004/05 streikbedingt abgesagt wurde, absolvierte er 19 Spiele für den EC Red Bull Salzburg in der Österreichischen Eishockey-Liga.
Nach der Saison 2009/10 wurde sein noch laufender Vertrag bei den New Jersey Devils aufgelöst und Pandolfo ausbezahlt. Pandolfo war zunächst einige Zeit vereinslos, ehe er im November 2010 von den Springfield Falcons aus der American Hockey League für ein Try-out verpflichtet wurde. Nach zwölf AHL-Spielen mit sechs Scorerpunkten wurde sein Engagement bei den Falcons im Dezember 2010 bereits wieder beendet. Im September 2011 nahm Pandolfo am Trainingslager der New York Islanders teil, bei denen er rund einen Monat später einen Kontrakt für die Saison 2011/12 erhielt. Im Februar 2013 wurde er von den Boston Bruins unter Vertrag genommen. Nach dem Saisonende 2012/13 beendete der US-Amerikaner seine aktive Laufbahn.
Er wurde daraufhin bei den Boston Bruins weiter angestellt. Zunächst ein Jahr als Development Coach und Director of Player Personell, seit 2016 war er einer der Assistenztrainer des Teams. Diese Funktion hatte er fünf Jahre lang inne, bevor er im Sommer 2021 an seine Alma Mater zurückkehrte und fortan im Trainerstab der Boston University tätig ist.

## Erfolge und Auszeichnungen
| - 1994 Lamoriello-Trophy-Gewinn mit der Boston University - 1995 Lamoriello-Trophy-Gewinn mit der Boston University - 1996 Hockey East First All-Star Team - 1996 Hockey East Player of the Year | - 1996 NCAA East First All-American Team - 1998 Teilnahme am AHL All-Star Classic - 2000 Stanley-Cup-Gewinn mit den New Jersey Devils - 2003 Stanley-Cup-Gewinn mit den New Jersey Devils |

## Karrierestatistik

### International
Vertrat die USA bei:
- Junioren-Weltmeisterschaft 1994
- Weltmeisterschaft 1999

(Legende zur Spielerstatistik: Sp oder GP = absolvierte Spiele; T oder G = erzielte Tore; V oder A = erzielte Assists; Pkt oder Pts = erzielte Scorerpunkte; SM oder PIM = erhaltene Strafminuten; +/− = Plus/Minus-Bilanz; PP = erzielte Überzahltore; SH = erzielte Unterzahltore; GW = erzielte Siegtore; 1 Play-downs/Relegation; Kursiv: Statistik nicht vollständig)